# Changshanzi (köpinghuvudort i Kina, Xinjiang Uygur Zizhiqu, lat 44,09, long 87,61)
Changshanzi är en köpinghuvudort i Kina. Den ligger i den autonoma regionen Xinjiang, i den nordvästra delen av landet, omkring 32 kilometer norr om regionhuvudstaden Ürümqi. Antalet invånare är 18 773. Befolkningen består av 8 466 kvinnor och 10 307 män. Barn under 15 år utgör 15,0 %, vuxna 15-64 år 72 %, och äldre över 65 år 11,0 %.
Runt Changshanzi är det ganska tätbefolkat, med 56 invånare per kvadratkilometer. Närmaste större samhälle är Gumudi, 15,6 km söder om Changshanzi. Trakten runt Changshanzi består i huvudsak av gräsmarker.
Genomsnittlig årsnederbörd är 197 millimeter. Den regnigaste månaden är november, med i genomsnitt 27 mm nederbörd, och den torraste är januari, med 6 mm nederbörd.